# John Thomson (fotograf)

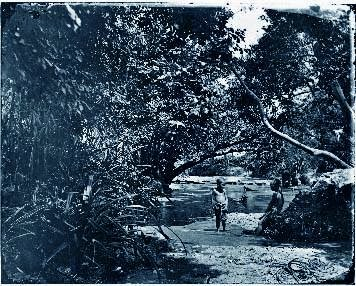
Hrající si děti v potoce, Singapur, asi 1864

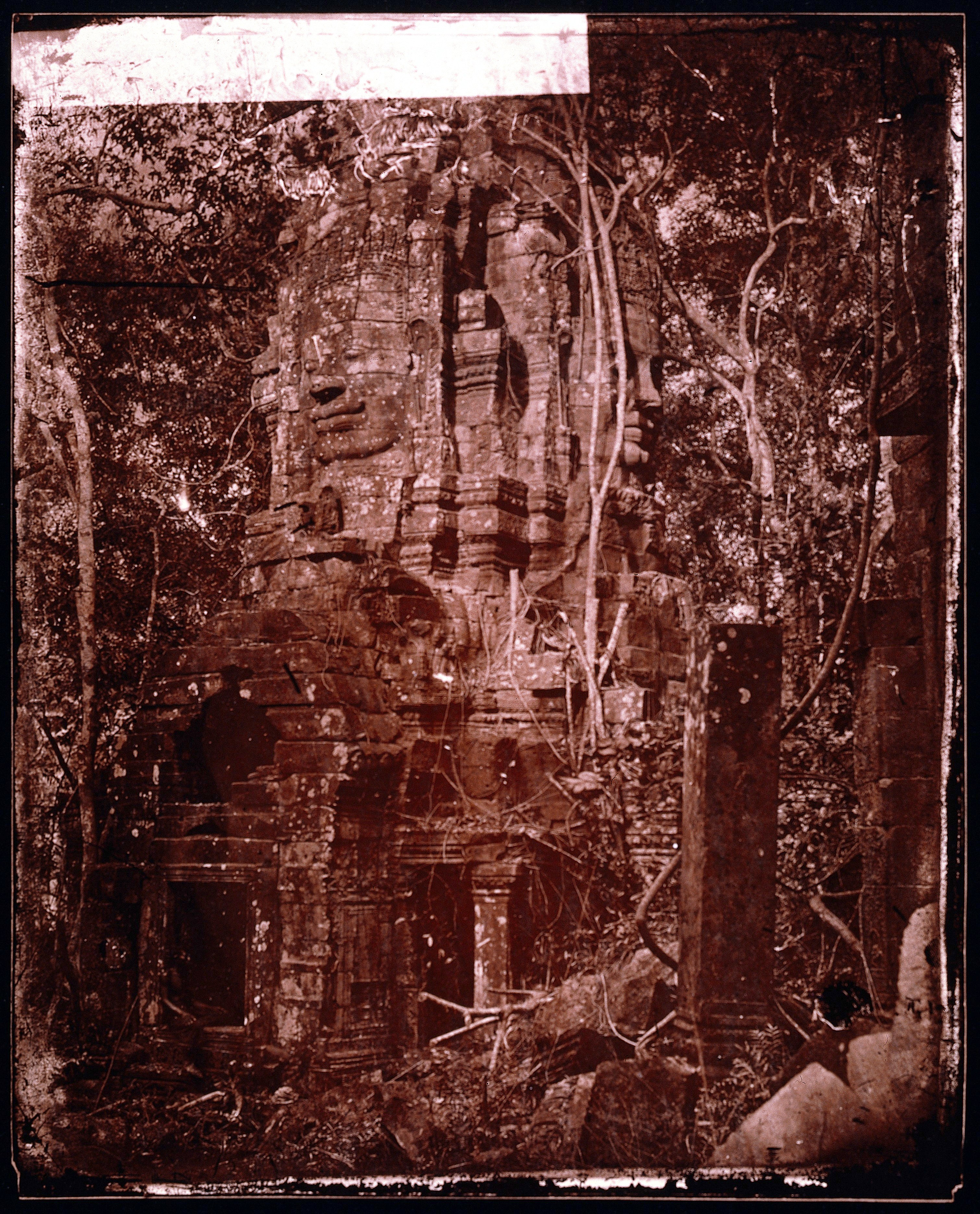
Prea Sat Ling Poun, Angkor Wat, 1865

John Thomson (14. června 1837 Edinburgh – 29. září 1921 Londýn) byl skotský průkopník fotografie, geografie a cestovatel. Byl jedním z prvních fotografů, který cestoval na Dálný východ, dokumentoval tamní obyvatele, krajinu a artefakty východních kultur. Po návratu domů dokumentoval život lidí na ulicích Londýna a série snímků je považována za klasický příklad sociálního dokumentu, který položil základy fotožurnalistiky. Byl oficiálním portrétním a dvorním fotografem vysoké společnosti v Mayfairu. Královské oprávnění (Royal Warrant of appointment) získal v roce 1881.

## Mládí
Narodil se jako syn Williama Thomsona, maloobchodníka s tabákem a jeho manželce Isabelle jako osmý z devíti dětí v Edinburghu ve Spojeném království v době vlády královny Viktorie. Vzdělávání absolvoval na počátku 50. let a nejprve pracoval v oboru optické a vědecké přístroje u výrobce Jamese Mackaye Brysona. Během této doby se Thomson naučil principy fotografování a studium dokončil po roce 1858.
Během této doby také absolvoval dva roky večerních kurzů na umělecké škole Watt Institution and School of Arts (dříve Edinburgh School of Arts, později Heriot-Watt University). Obdržel "Osvědčení o způsobilosti" v oboru přírodní filozofie v roce 1857, v matematice a chemii v roce 1858. V roce 1861 se stal členem Royal Scottish Society of Arts a v roce 1862 se rozhodl odcestovat na Singapur se svým starším bratrem hodinářem a fotografem Williamem.

## První cesty
V dubnu 1862 Thomson odjel z Edinburghu do Singapuru, kde pak strávil deset let cestováním po Dálném východě. Zpočátku založil společný obchod s Williamem na výrobu námořních chronometrů a námořních optických přístrojů. Založil také fotografický ateliér v Singapuru, kde portrétoval evropské obchodníky a inspiroval v nich zájem o místní obyvatele a pozoruhodnosti. Hodně cestoval po celém kontinentálním území Malajsie a na ostrově Sumatra, putoval po vesnicích, fotografoval přírodní národy a dokumentoval je při jejich činnosti.
Po návštěvě Ceylonu a Indie, kde od října do listopadu 1864 dokumentoval škody způsobené nedávným cyklonem, prodal Thomson své studio v Singapuru a přestěhoval se do Siamu. Po příjezdu do Bangkoku v září 1865 začal pracovat na sérii fotografií Krále Siama a dalších vysoce postavených členů královského dvora a vlády.
Inspirován znovuobjevením antického města Angkor v kambodžské džungli Henrim Mouhotem, se Thomson rozhodl podniknout první ze svých nejvýznamnějších fotografických výprav. Vyrazil v lednu 1866 se svým překladatelem H. G. Kennedym, britským konzulárním úředníkem v Bangkoku, který Thomsonovi zachránil život, když se během cesty nakazil malárií. Oba muži strávili dva týdny v Angkoru, kde Thomson bohatě dokumentoval rozsáhlý počet míst, čímž vytvořil první fotografické základy dnešního světového kulturního dědictví World Heritage Site - UNESCO.
Thomson pak odjel do Phnompenh a před cestou do Saigonu fotografoval kambodžského krále a další členy královské rodiny v Kambodži. Odtud krátce pobýval v Bangkoku, než se pak vrátil do Británie v květnu nebo červnu v roce 1866. Doma Thomson přednášel pro Britskou asociaci a publikoval své fotografie ze Siamu a Kambodži. Stal se členem etnologické společnosti Royal Ethnological Society of London, v roce 1866 Royal Geographic Society a začátkem roku 1867 publikoval svou první knihu The Antiquities of Cambodia.

## Cesta do Číny & Tchaj-wan

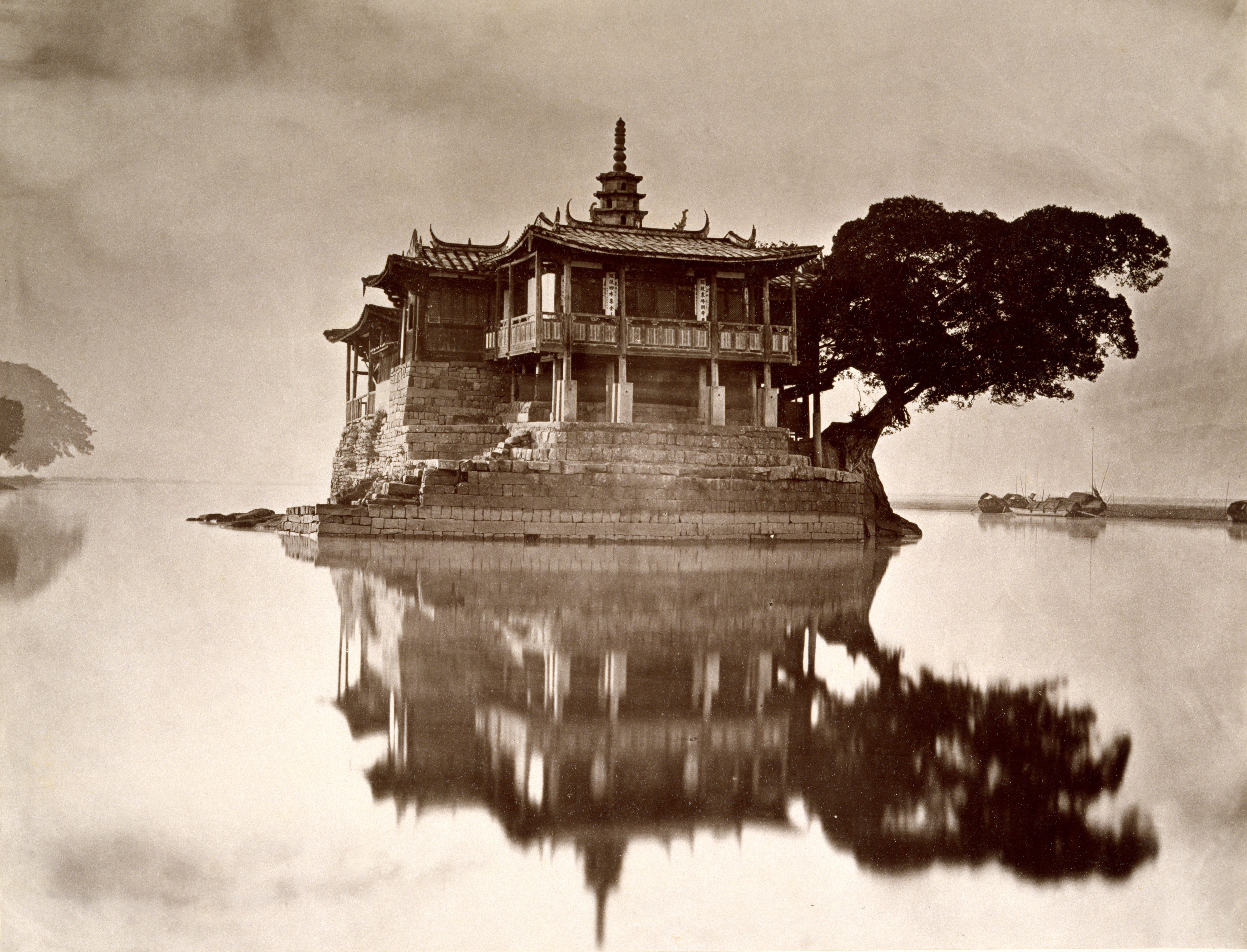
Ostrov Pagoda, z alba Fu-čou a řeka Min, Fu-ťien, asi 1871

Po roce stráveném v Británii Thomson opět pocítil touhu vrátit se na Dálný východ. Do Singapuru se vrátil v červenci roku 1867, předtím, než se odstěhoval do Saigonu na tři měsíce a nakonec se usadil v Hongkongu v roce 1868. Založil studio v budově Commercial Bank a další čtyři roky fotografoval portréty Číňanů a dokumentoval rozmanitost čínské kultury.
Thomson intenzivně cestoval po celé Číně, od jižních obchodních přístavů v Hongkongu a Kantonu, přes města Peking a Šanghaj, Velkou čínskou zeď na severu a hluboko do centrální Číny. Od roku 1870 do 1871 pobýval ve Fu-ťien, cestoval po řece Fujian s lodí amerického protestantského misionáře reverenda Justuse Doolittla a pak navštívil Amoy a Šan-tchou.
Navštívil ostrov Tchaj-wan (tehdy Formosa) s misionářem Dr. Laidlawem Maxwellem, na začátku dubna 1871 poprvé přistáli na Takao. Oba navštívili tehdejší hlavní město Taiwanfu před cestou k domorodým vesnicím na západních pláních ostrova. Po odchodu z Formosy Thomson strávil další tři měsíce cestováním 3000 mil po řece Jang-c’-ťiang a dosáhl Chu-peje a S’-čchuanu.
Thomsonovo cestování po Číně bylo často nebezpečné, protože navštívil vzdálené, téměř neosídlené oblasti daleko ve vnitrozemí. Většina lidí, se kterými se setkal, ještě nikdy neviděla člověka ze Západu, nebo fotoaparát. Jeho expedice byla kvůli fotografování obzvláště náročná. Museli přepravovat objemný dřevěný fotoaparát, mnoho velkých, křehkých skleněných desek a potenciálně výbušné chemikálie. Při fotografování v nejrůznějších podmínkách se často muselo improvizovat, protože chemické látky bylo v tamějších oblastech obtížné získat. Jeho témata byla nesmírně pestrá: od skromných žebráků a pouličních lidí, přes úředníky mandariny po prince a vysoké vládní úředníky, od odlehlých klášterů až po císařské paláce, od jednoduchých vesnic po nádherné krajiny.

## Pozdější život
Thomson se vrátil do Anglie v roce 1872, usadil se v londýnském Brixtonu a kromě závěrečné fotografické cesty na Kypr v roce 1878, Thomson nikdy zemi neopustil. Během následujících let se věnoval veřejným přednáškám a prezentaci výsledků svých cest po Dálném východě. Jeho publikace začaly nejprve v měsíčnících, později následovaly série velkých, bohatě ilustrovaných fotografických knih. Hodně psal na fotografická témata, přispíval mnoha články do fotografických časopisů, jako například British Journal of Photography. Také přeložil a upravil knihu Gastona Tissandiera History and Handbook of Photography (Fotografie - historie a průvodce) z roku 1876, ze které se stala standardní referenční práce.
V Londýně spolupracoval s radikálním novinářem Adolphem Smithem, se kterým se od roku 1866 znali z redakce Royal Geographic Society. Společně pracovali při výrobě měsíčníku Street Life in London v letech 1876–1877. Projekt dokumentoval textem a na fotografiích životy lidí z ulice Londýna a jednalo se o průkopnické využití sociální dokumentární fotografie ve fotožurnalistice. Série fotografií byla později vydávána v knižní formě v roce 1878 pod stejným názvem: Street Life in London a je považována za klíčové dílo v historii dokumentární fotografie.

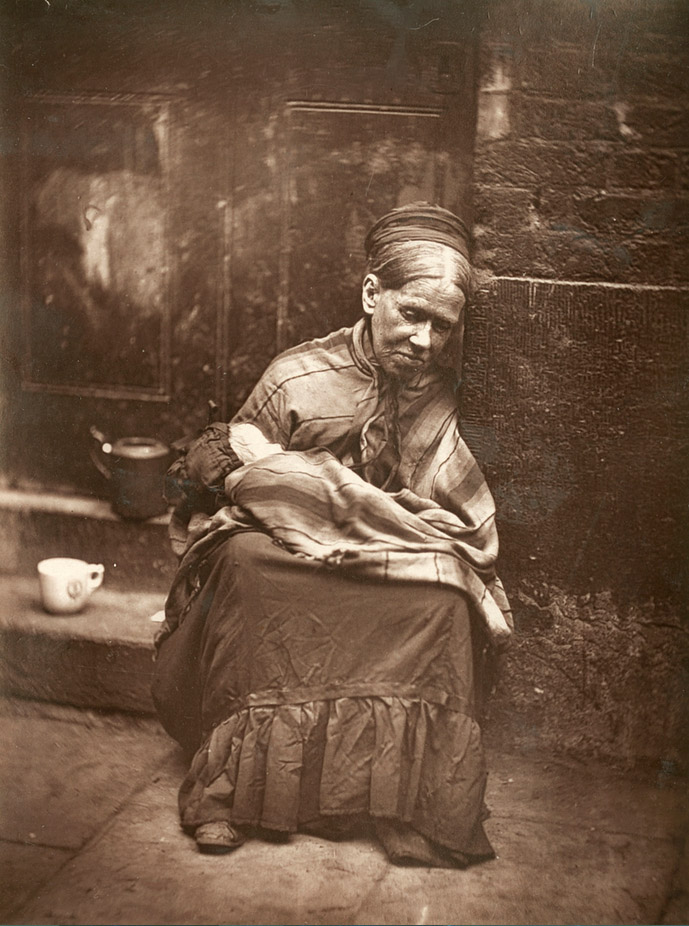
The Crawlers, Londýn, 1876–1877
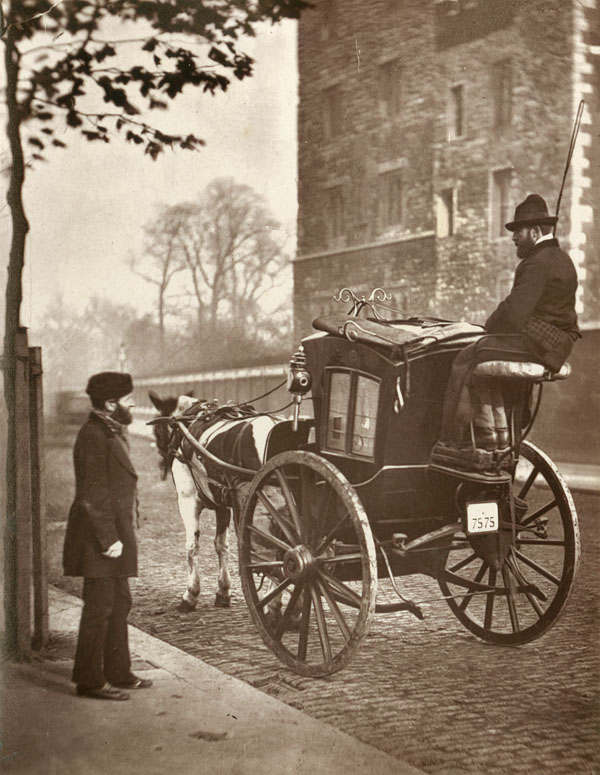
Street Life in London, 1877
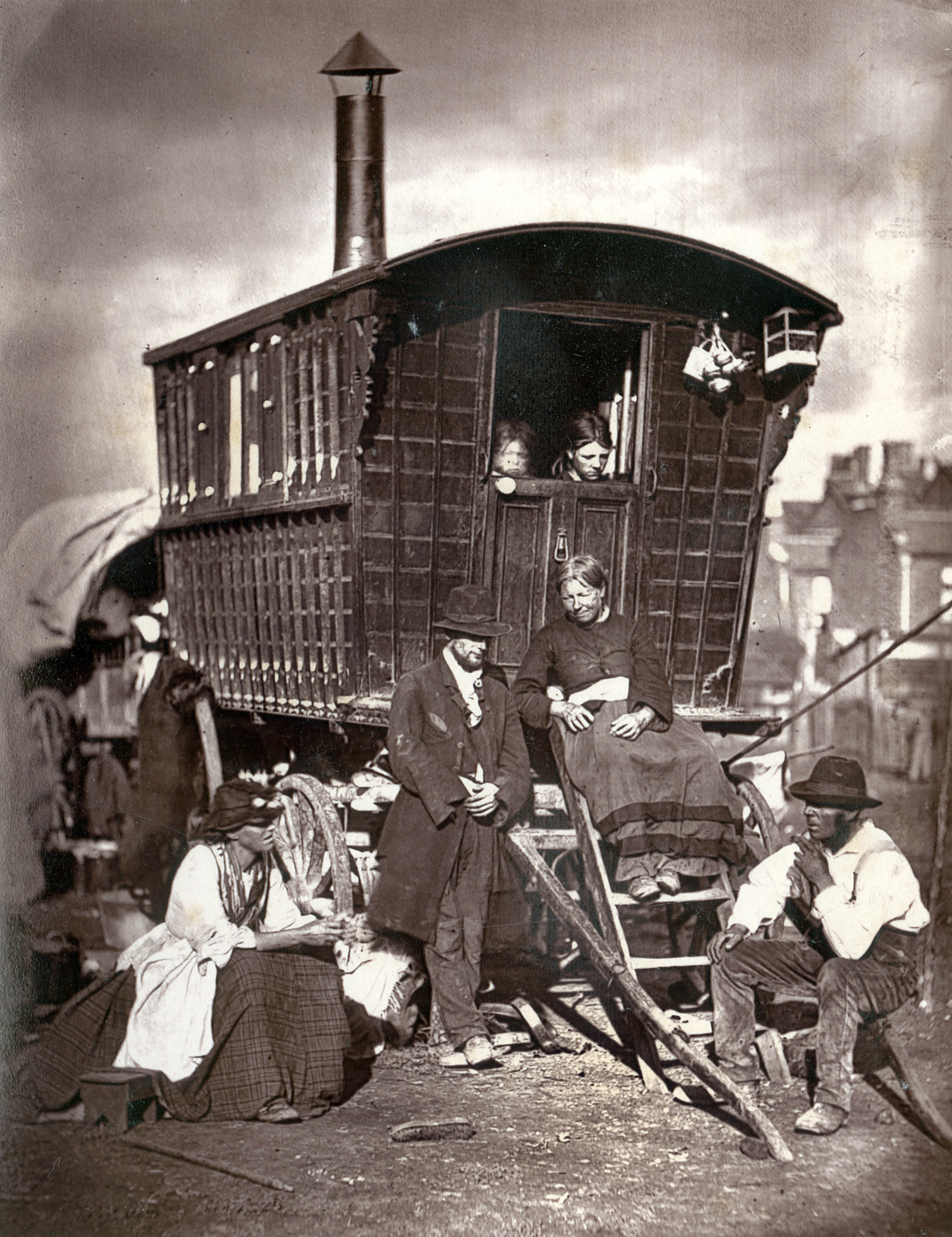
Street Life in London, 1877
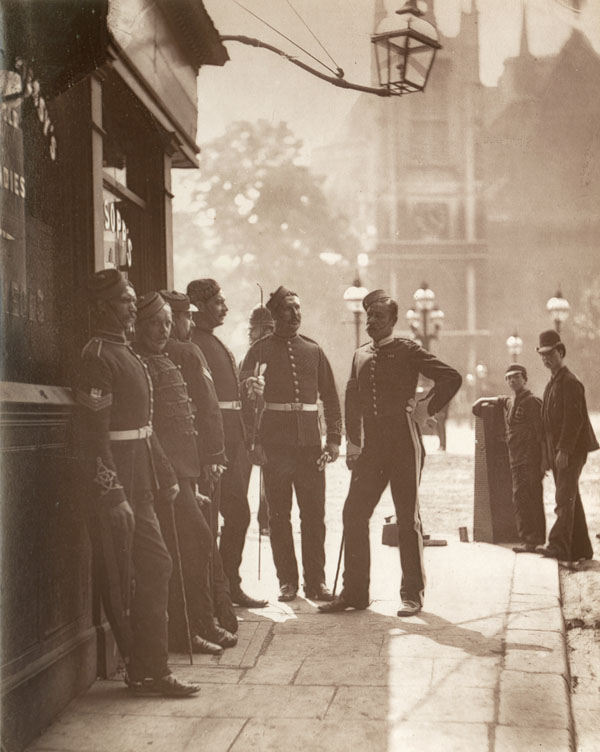
Street Life in London, 1877
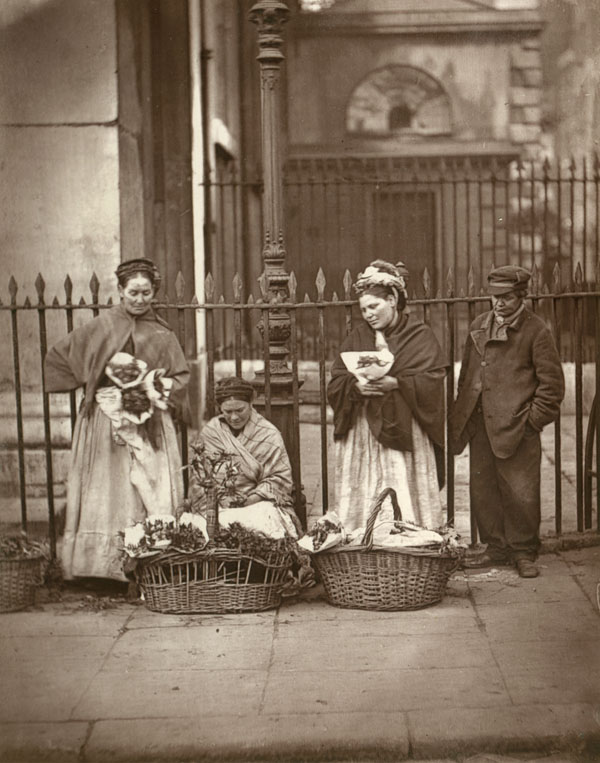
John Thomson a Adolphe Smith: Street Life in London, 1877

Poté, co měl zavedenou pověst významného fotografa si v roce 1879 otevřel portrétní ateliér v ulici Buckingham Palace Road, později se přestěhoval do Mayfair. V roce 1881 byl jmenován oficiálním fotografem britské královské rodiny královny Viktorie a jeho pozdější práce se soustředila na studiové portréty bohatých a slavných z lepší společnosti, což mu umožnilo pohodlný život. Od ledna 1886 začal instruovat průzkumníky z Královské geografické společnosti v použití fotografie pro dokumentování jejich cest.
Po odchodu z komerčního studia v roce 1910 Thomson strávil většinu svého času v Edinburghu a pokračoval v psaní děl na téma využití fotografie pro Královskou geografickou společnosti. Zemřel na infarkt v roce 1921 ve věku 84 let.

## Dědictví a odkaz
Thomson vynikal jako fotograf v mnoha oblastech: krajiny, portréty, pouliční fotografie, fotografování architektury, jeho odkazy je jedinečný svou vynikající kvalitou a šíří záběru. Jeho fotografie z Dálného východu z období viktoriánské Británie dávají zprávu o obyvatelích země a kultury v Číně a jihovýchodní Asii. Jeho průkopnická práce dokumentuje sociální podmínky lidí z londských ulic, kde se ukázal jako jeden z průkopníků fotožurnalistiky a jeho publikační činnosti jej umožňuje označit jako inovátora kombinace fotografie a tištěného slova. Pro své snímky volil nejčastěji techniku kolodiového procesu.
Na počest uznání jeho práce byl po jeho smrti v roce 1921 jeden z vrcholů Kilimandžára pojmenován Point Thomson (4995 m). Některé z jeho děl lze spatřit na ústředí Královské geografické společnosti v Londýně, několik fotografií vlastní také Victoria and Albert Museum.

## Vybrané publikace
- China Through the Lens of John Thomson 1868 -1872, River Books 2010.
- The antiquities of Cambodia, 1867
- Views on the North River, 1870.
- Foochow and the River Min, 1873.
- Illustrations of China and its people, 1873-1874
- Street life in London, 1878
- Through Cyprus with a camera in the autumn of 1878, 1879
- Through China with a camera, 1898

## Vybrané fotografie

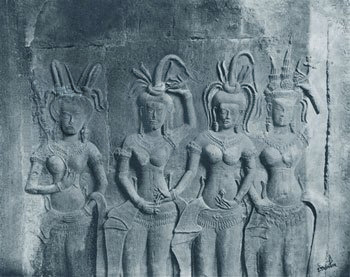
Řezba z chrámu Angkor Wat, 1866
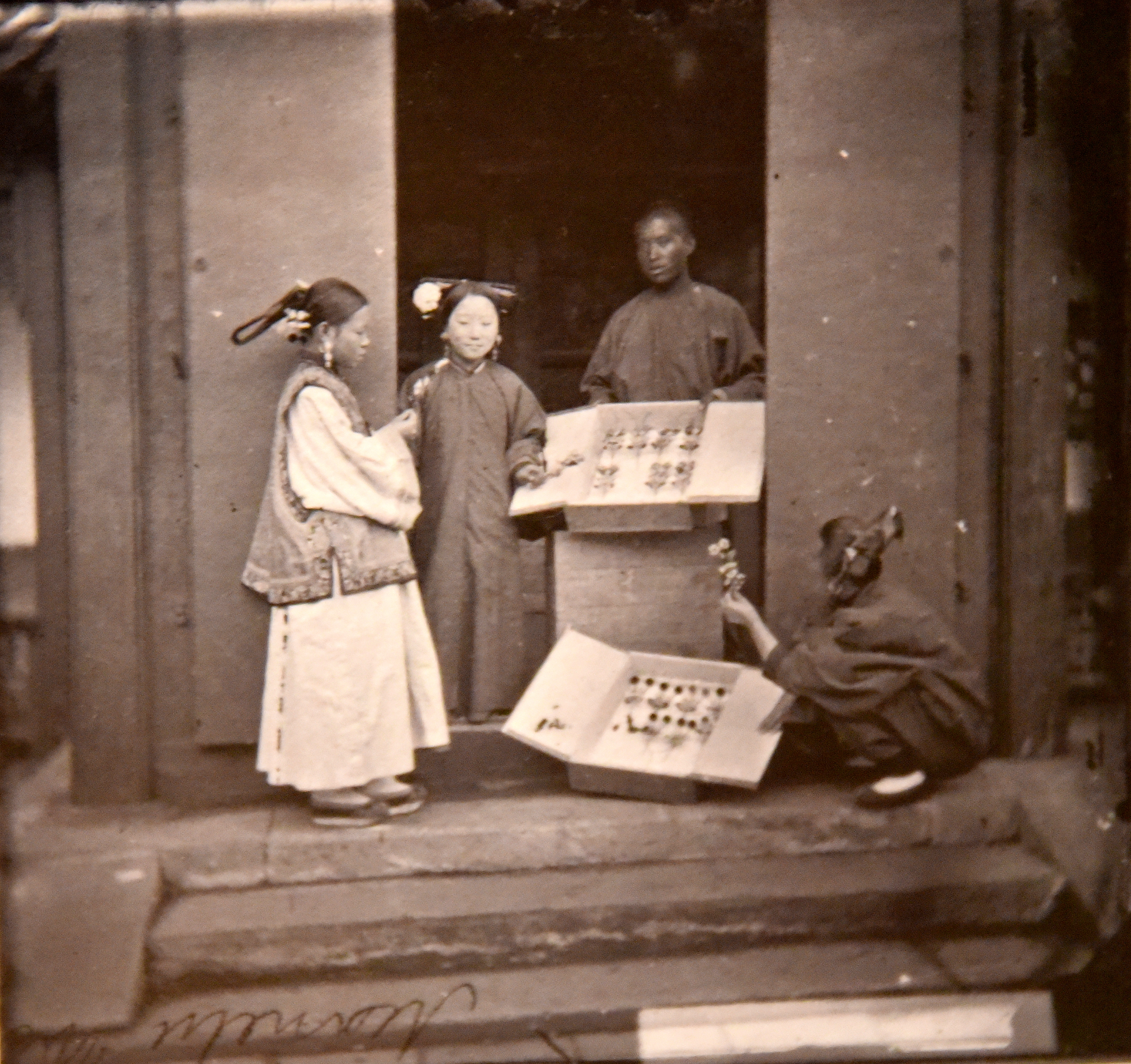
Manchu women being sold hair ornaments. John Thomson. Čína, 1869. The Wellcome Collection, Londýn
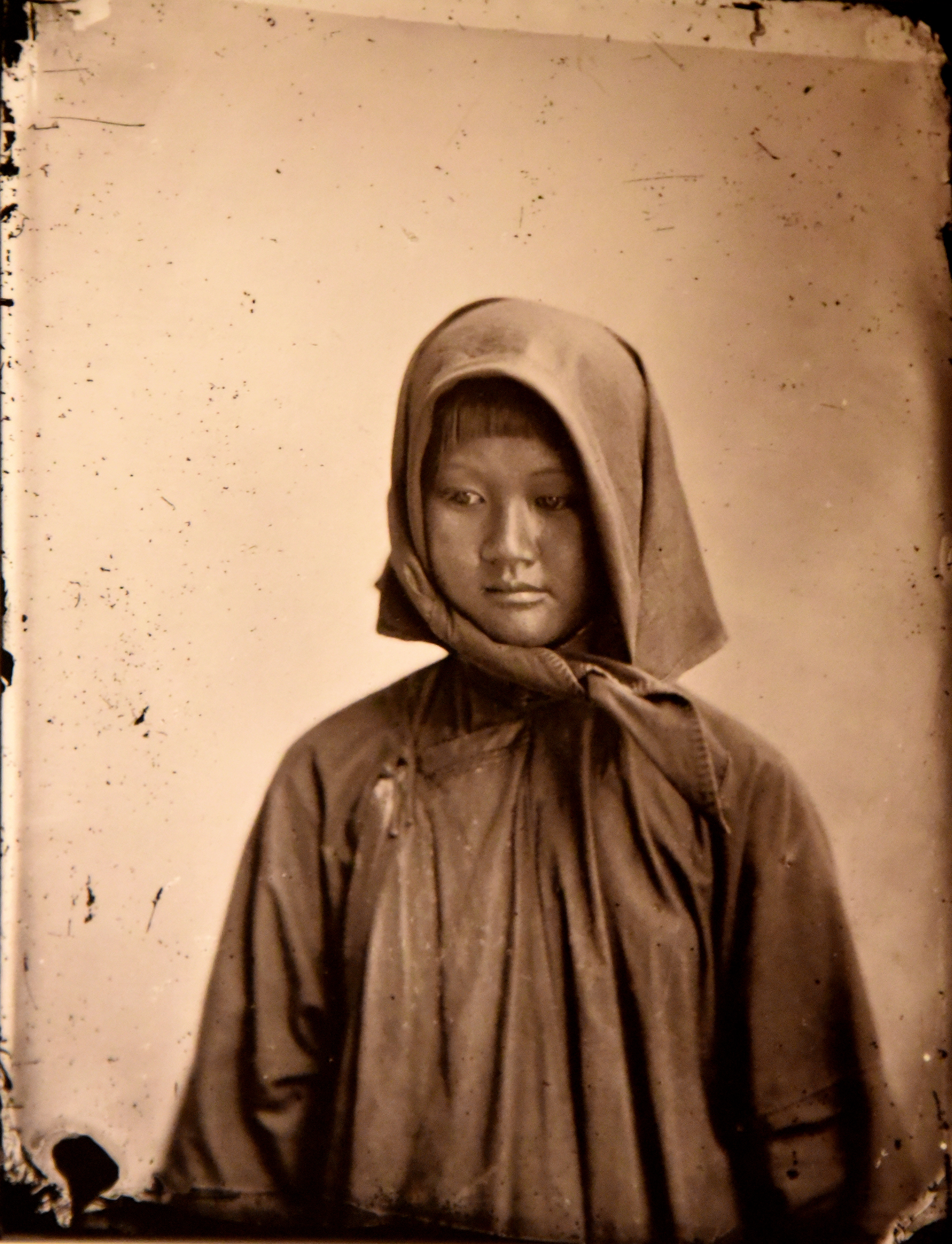
A Cantonese boat girl. John Thomson. Čína, 1869. The Wellcome Collection, Londýn
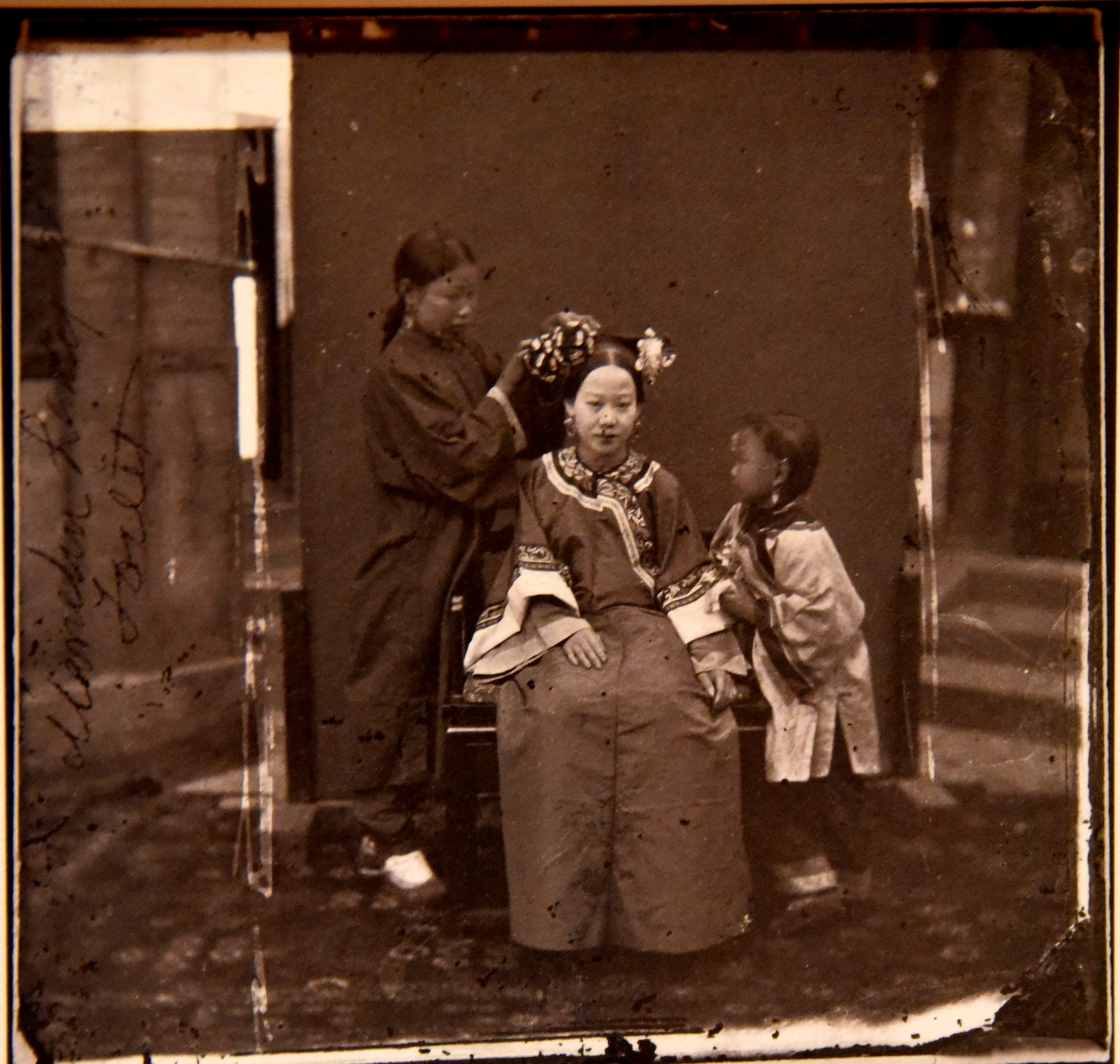
Manchu lady having her hair styled. John Thomson. Čína, 1869. The Wellcome Collection, Londýn
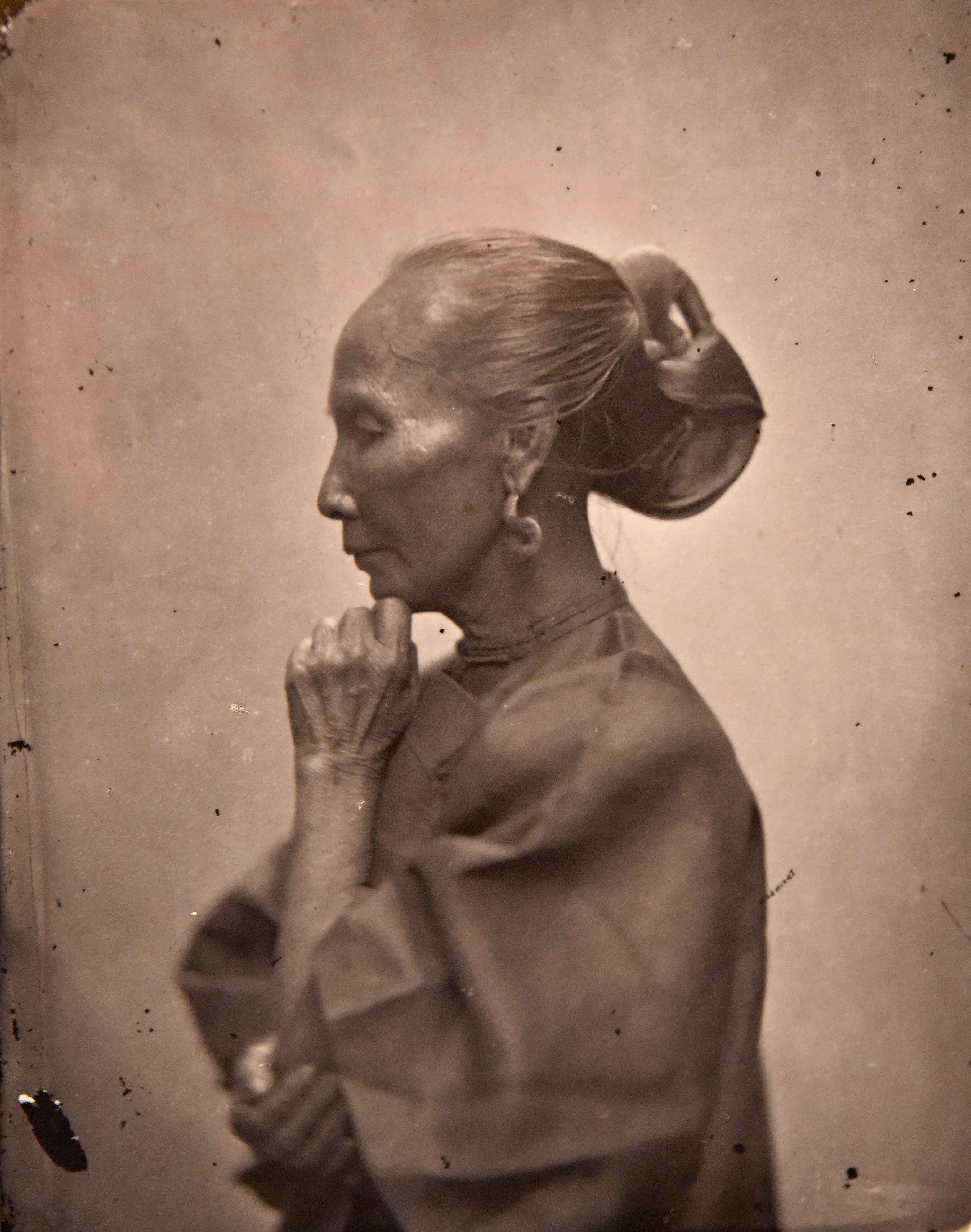
Old Chinese woman with elaborate hair style. John Thomson. Čína, 1869. The Wellcome Collection, Londýn
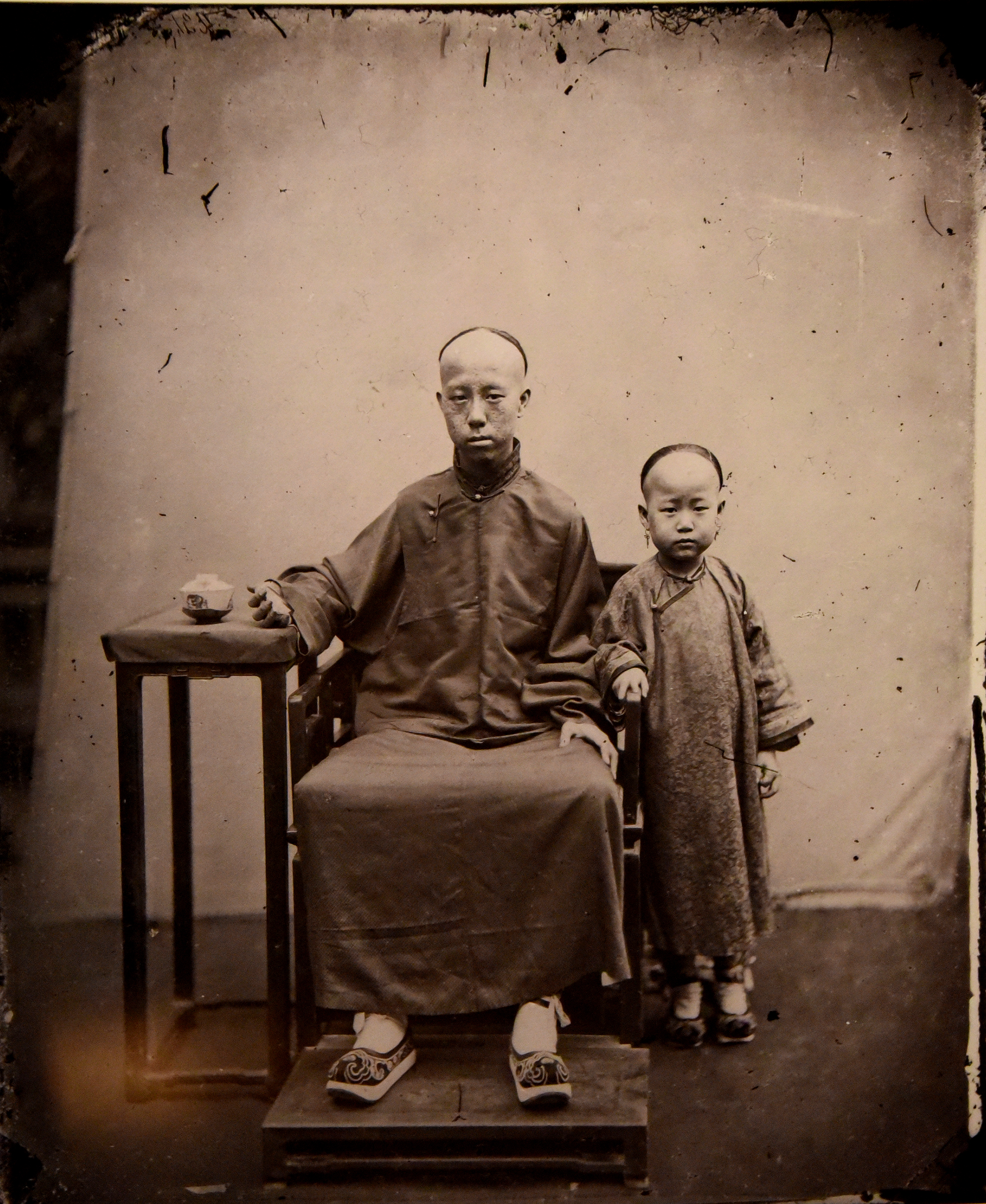
Mandarin and son. John Thomson. Čína, 1869. The Wellcome Collection, Londýn
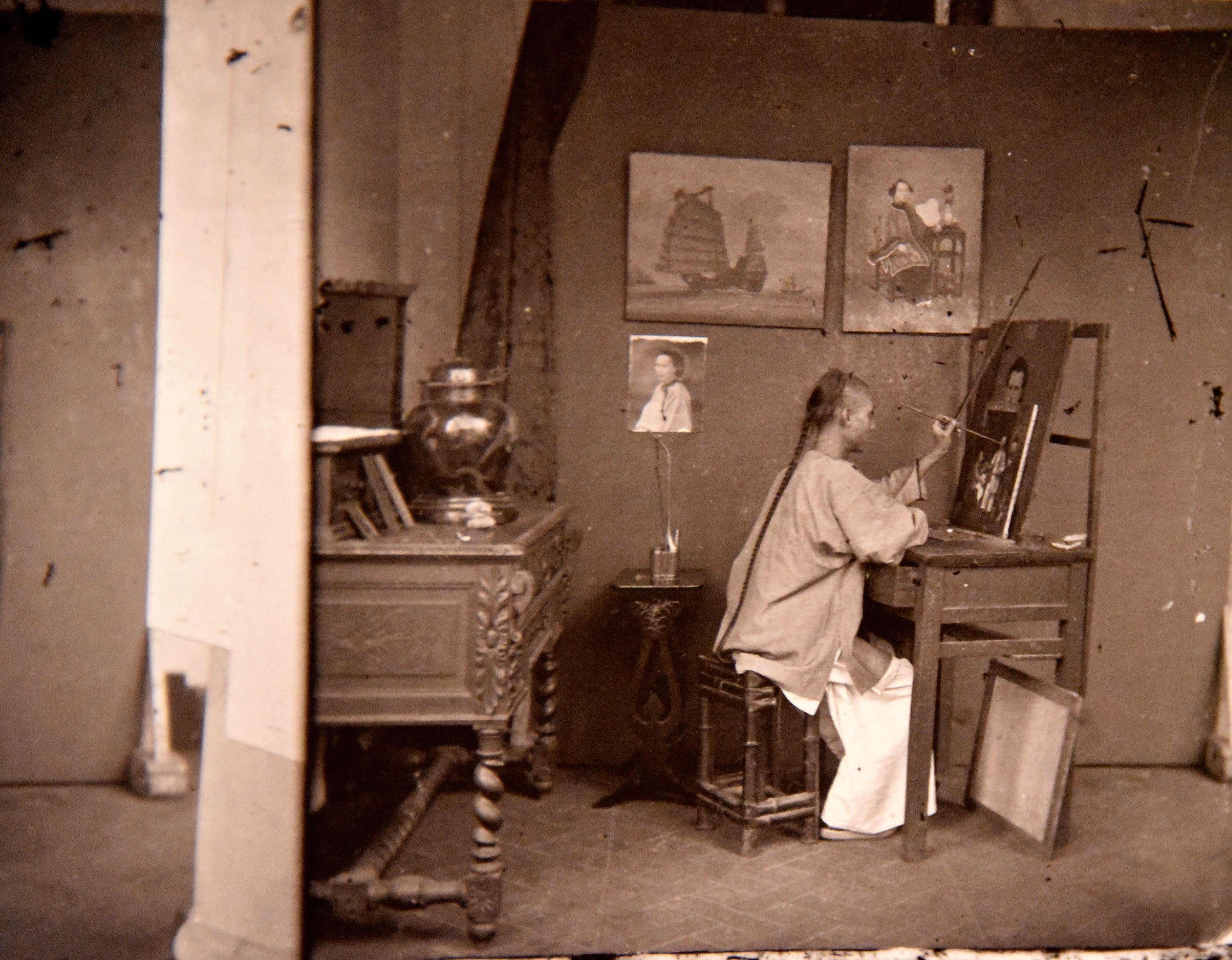
A painter at work. John Thomson. Honk Kong, 1871. The Wellcome Collection, Londýn
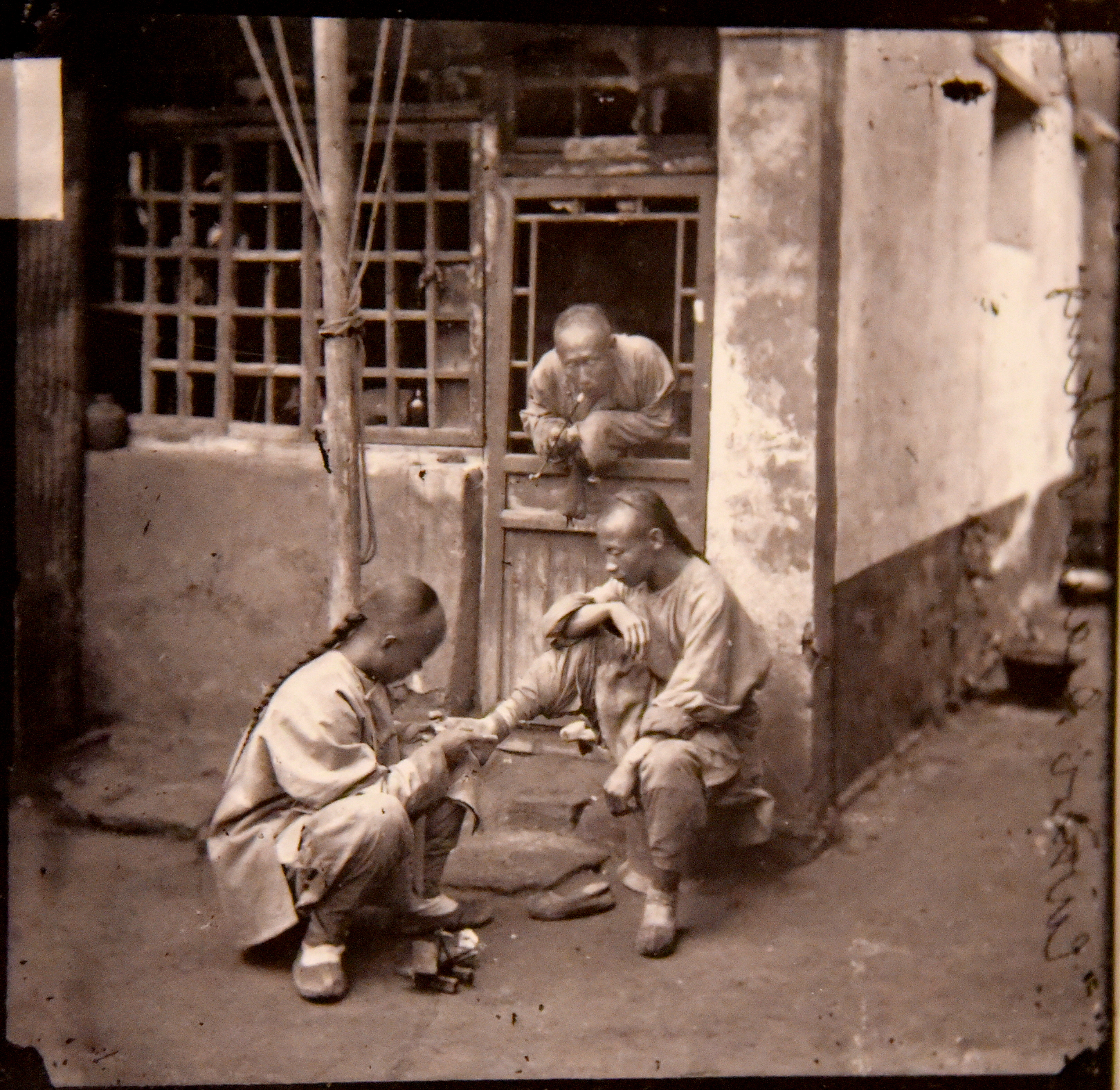
A Pekingese chiropodist. John Thomson. Čína, 1869. The Wellcome Collection, Londýn
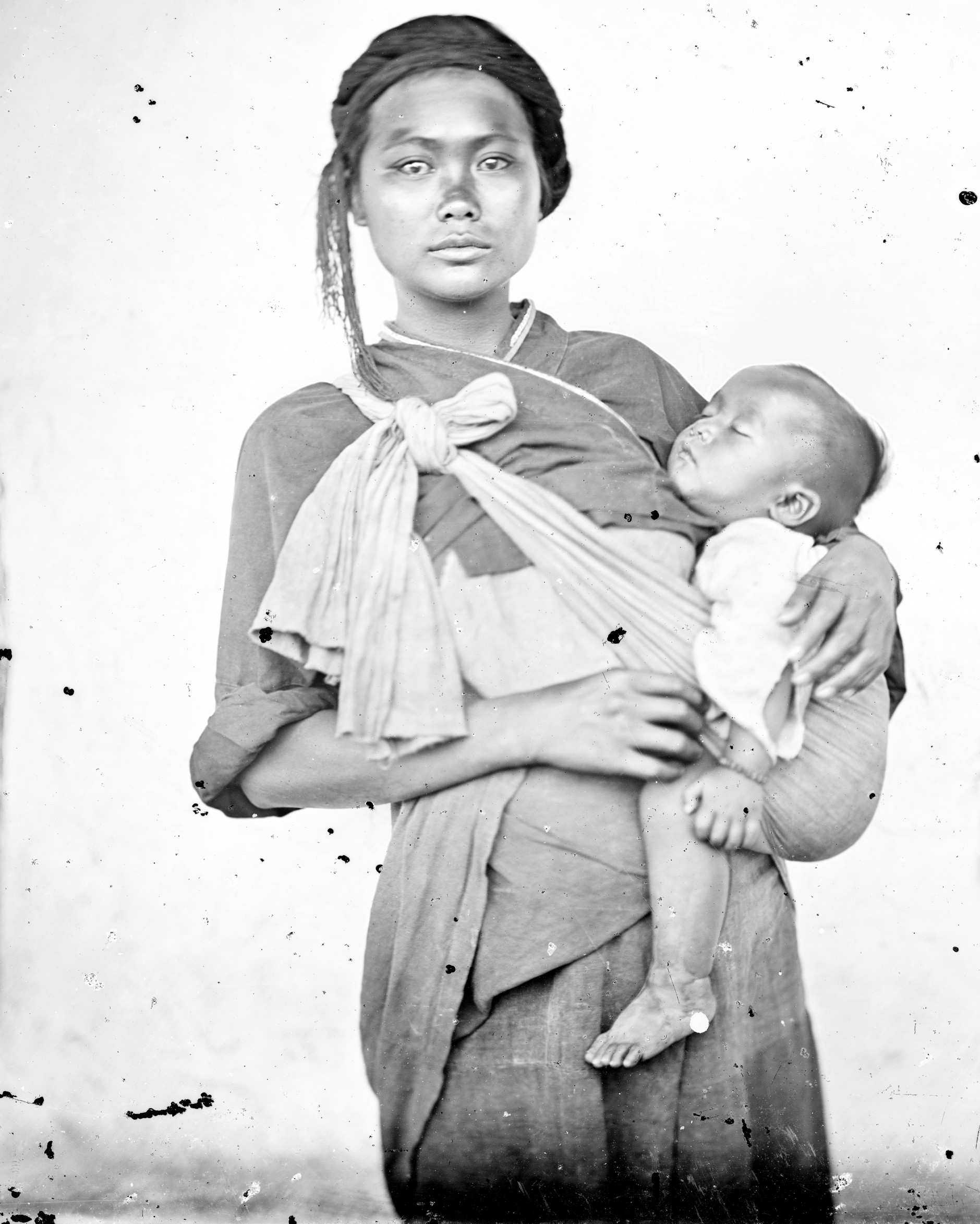
A Baksa woman and child, Formosa, 1871
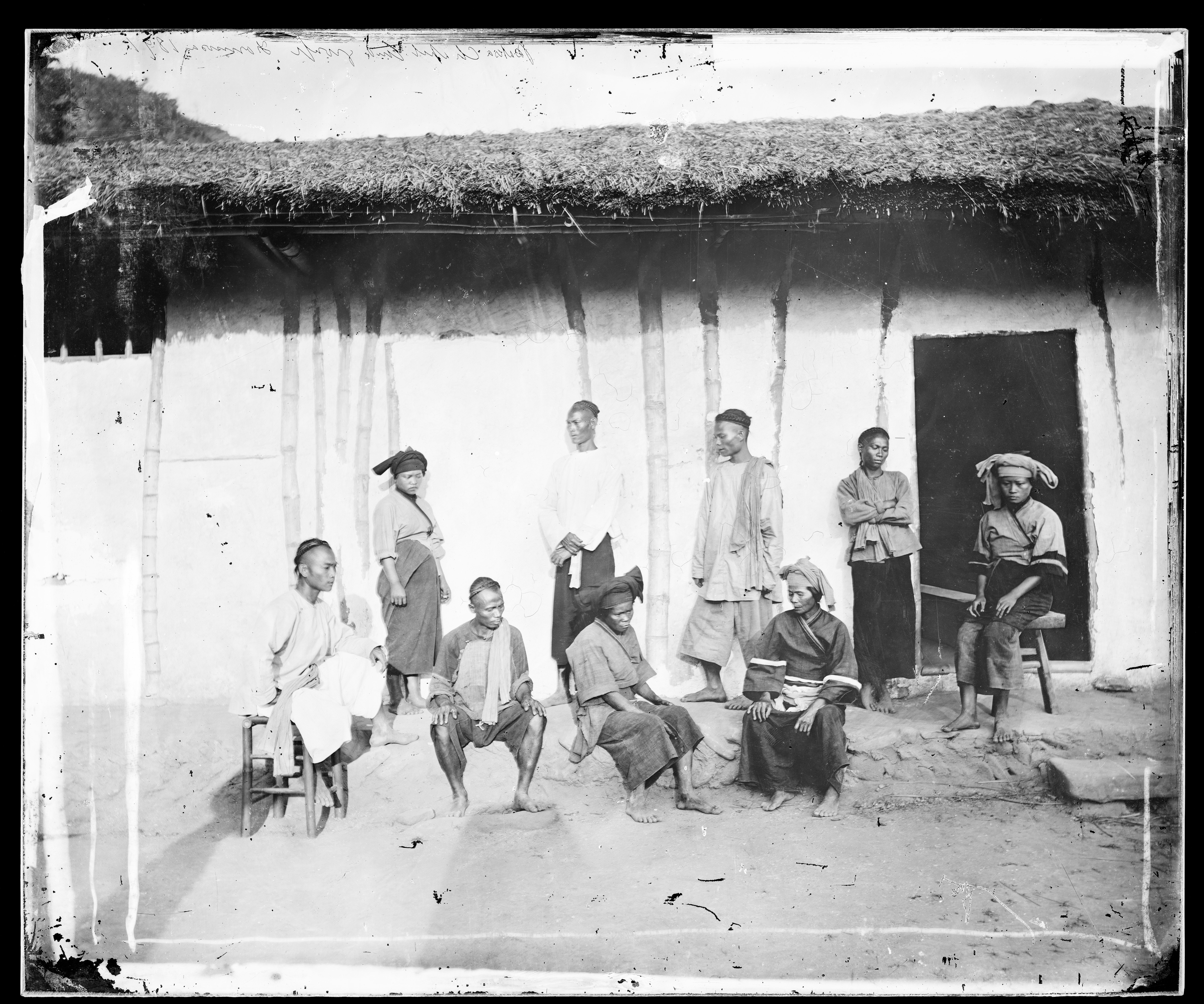
Formosa, 1871
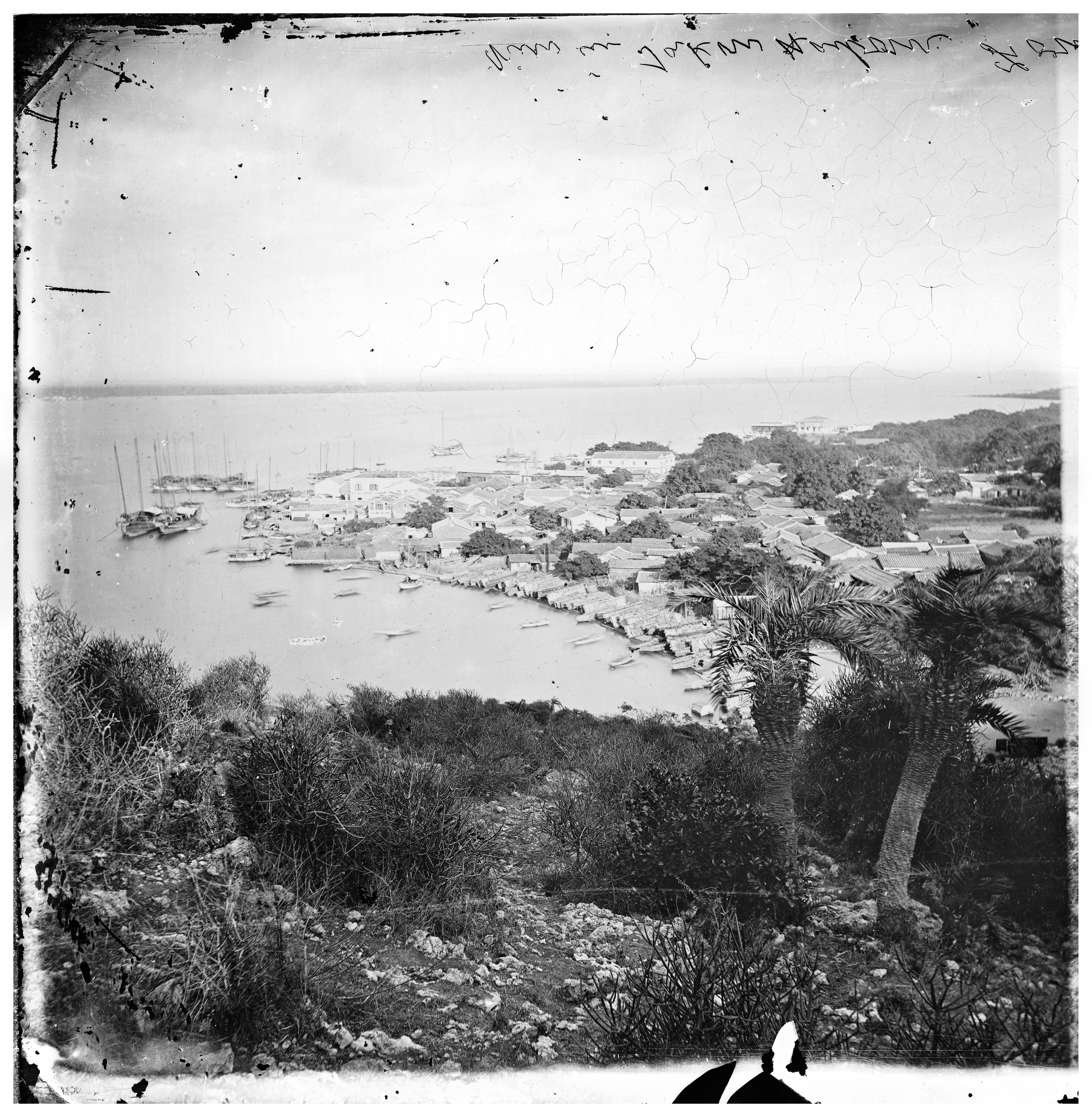
Takow harbour, 1871
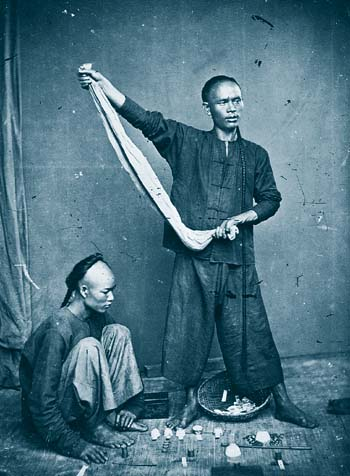
Pouliční hráči, asi 1868 - 1871
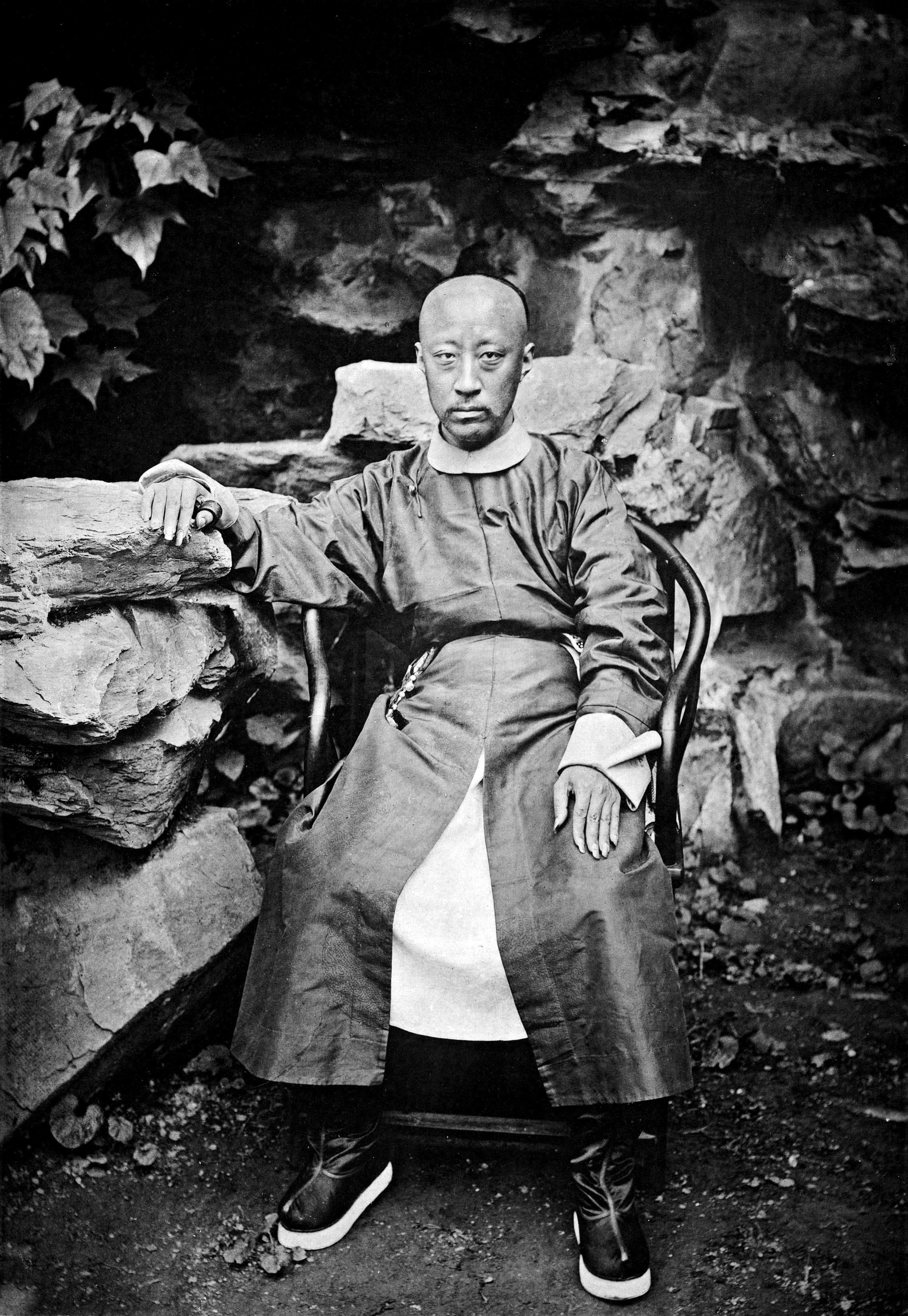
Princ Kung, 1872
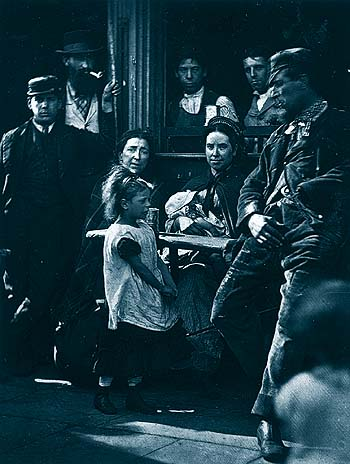
"Hookey Alf" z Whitechapel, 1876 - 1877
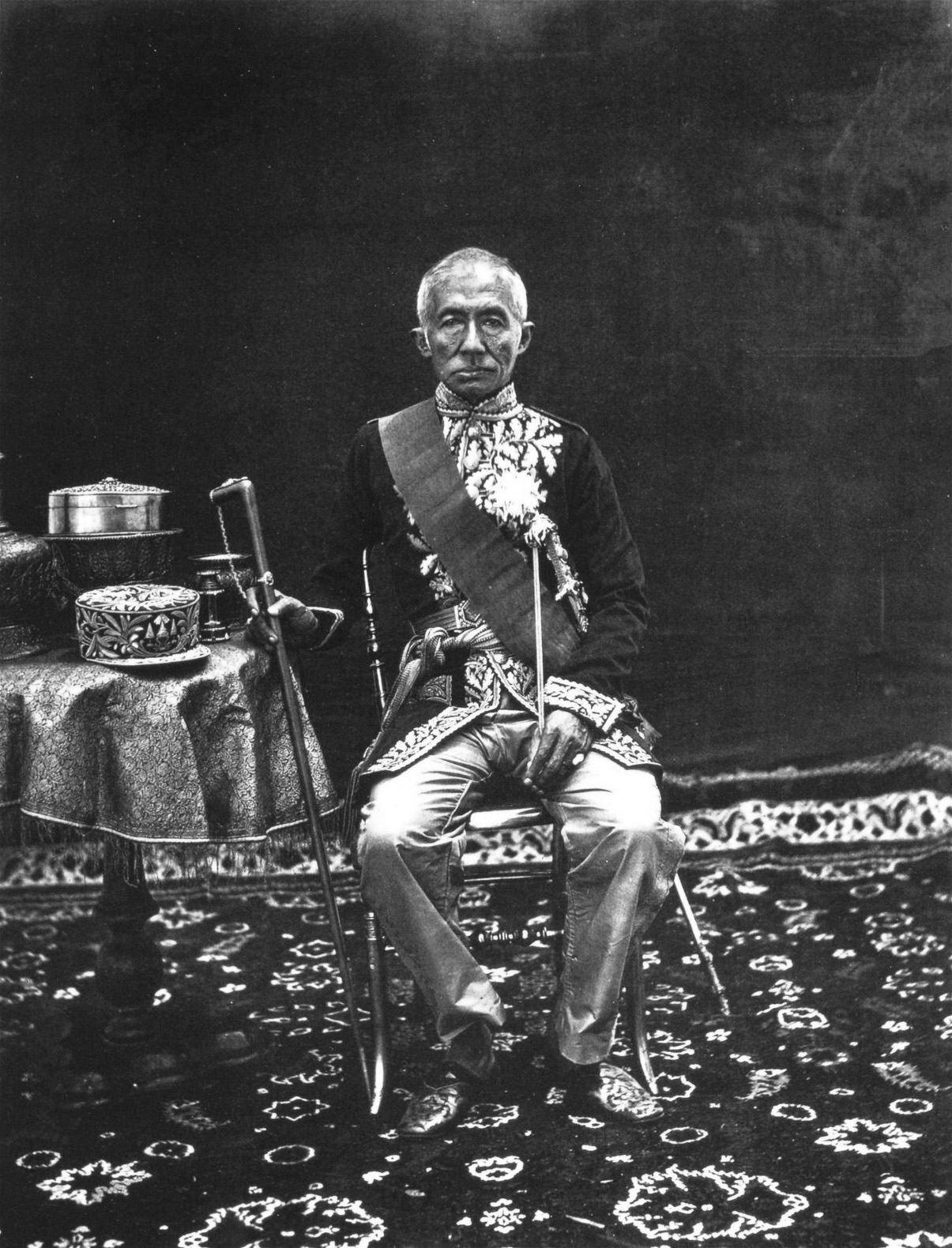
Král Mongkut Siamský, Bangkok (v evropském obleku), 1865 - 1866
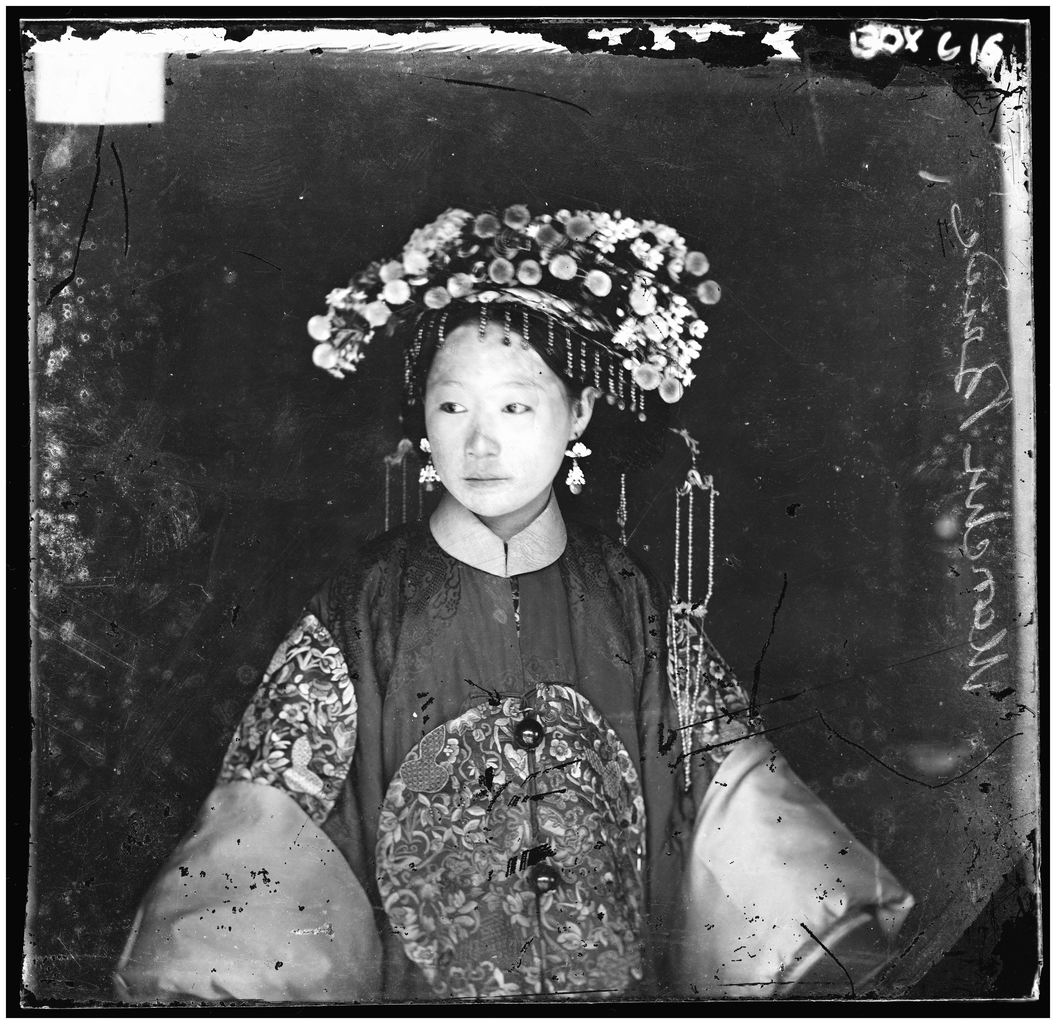
Čína: Nevěsta Manchu, 1871